# Joseph Bernet
Joseph Bernet (né le 4 septembre 1770 à Saint-Flour et mort le 5 juillet 1846 à Aix-en-Provence) est un cardinal français du XIXe siècle qui a été archevêque d'Aix-en-Provence de 1835 à 1846.

## Biographie

### Formation et premières années d'exercice (1792-1827)
Né dans une famille bourgeoise, fils de Guillaume Bernet, marchand de Saint-Flour, et Jeanne Buisson, Joseph Bernet étudie la théologie à Saint-Flour puis continue ses études à Paris au séminaire de Saint-Sulpice.
En août 1792, le séminaire ferme sans que l’abbé Bernet ne puisse terminer ses études. Il part pour Paris où il découvre la misère alors que la Terreur s'étend en France comme dans les rues de la capitale. Ses premiers soucis de santé remontent à cette période, alors que Bernet n'a pas encore 25 ans. On le trouve à plusieurs reprises contraint d'aller chercher des soins dans les hôpitaux de Paris. Sans revenus, il décide, pour subvenir à ses besoins, d'ouvrir une école qu'il transporte quelques mois après sa création à Sceaux et y enseigne durant trois années. L'abbé Bernet reçoit les quatre ordres mineurs et le premier des ordres sacrés le 19 septembre 1795, deux jours après, jour de la fête de la Saint-Matthieu, des mains du grand vicaire de Saint-Flour. Il est ensuite admis au diaconat et reçoit l'ordination du grand vicaire de Paris.
Le 4 novembre 1795 alors qu'il passait sur le Pont Neuf, il est rudement coudoyé par un individu en carmagnole, à qui il fait remontrance de sa brutalité. C'est alors qu'il reconnaît Jean-Baptiste-Marie de Maillé de La Tour-Landry (1743-1804), évêque de Saint-Papoul, de qui il avait reçu le diaconat. Un court dialogue s'échange à mi-voix entre les deux hommes, et le prélat d'inviter Joseph Bernet à le rejoindre le même soir à minuit rue des Rats. Joseph Bernet est reçu au sacerdoce catholique le 4 novembre 1795, de nuit et dans le plus grand secret dans une maison des vieux quartiers de Paris,. Le culte étant rétabli, il devient dans un premier temps curé de l'église Saint-Saturnin d'Antony où il reste de 1795 à 1798. Il s'affronte au maire de la commune, Henri Gau, un jacobin fervent ennemi du clergé, mais parvient à obtenir de lui la réouverture des églises. Il doit pourtant quitter Antony après le coup d'État du 18 fructidor an V (4 septembre 1797) pour avoir refusé de prêter un serment de haine vis-à-vis de la royauté. Il reprend ses activités d'instituteur et se cache à Orléans où il dirige un pensionnat. Au Concordat, il est nommé vicaire de la paroisse de Saint-Paterne à Orléans et y reste jusqu'en 1816.
À la Restauration (1814), il est nommé par Louis XVIII aumônier de la maison royale de Saint-Denis, puis devient chanoine de la basilique Saint-Denis. Quelques années plus tard, il reçoit une affection honorifique de la part de Hyacinthe-Louis de Quélen, archevêque de Paris, qui lui notifie son départ pour l'île de Sainte-Hélène, dans l'océan Atlantique sud, où se trouve Napoléon. Mais avant de partir sur l'île, on apprend la mort de l'empereur qui survient le 5 mai 1821 et le départ de Bernet est annulé de facto.
Bernet quitte toutefois la basilique Saint-Denis et devient curé de l'Église Saint-Vincent-de-Paul de Paris.

### Évêque de La Rochelle (1827-1835)
Alors qu'il est curé de l'église Saint-Vincent-de-Paul, Joseph Bernet est contacté par le vicomte de Martignac, chef du gouvernement français, qui lui propose en 1827 de devenir évêque de La Rochelle, fonction qu'il accepte et qu'il conservera jusqu'en 1835.

### Archevêque d'Aix (1835-1846)

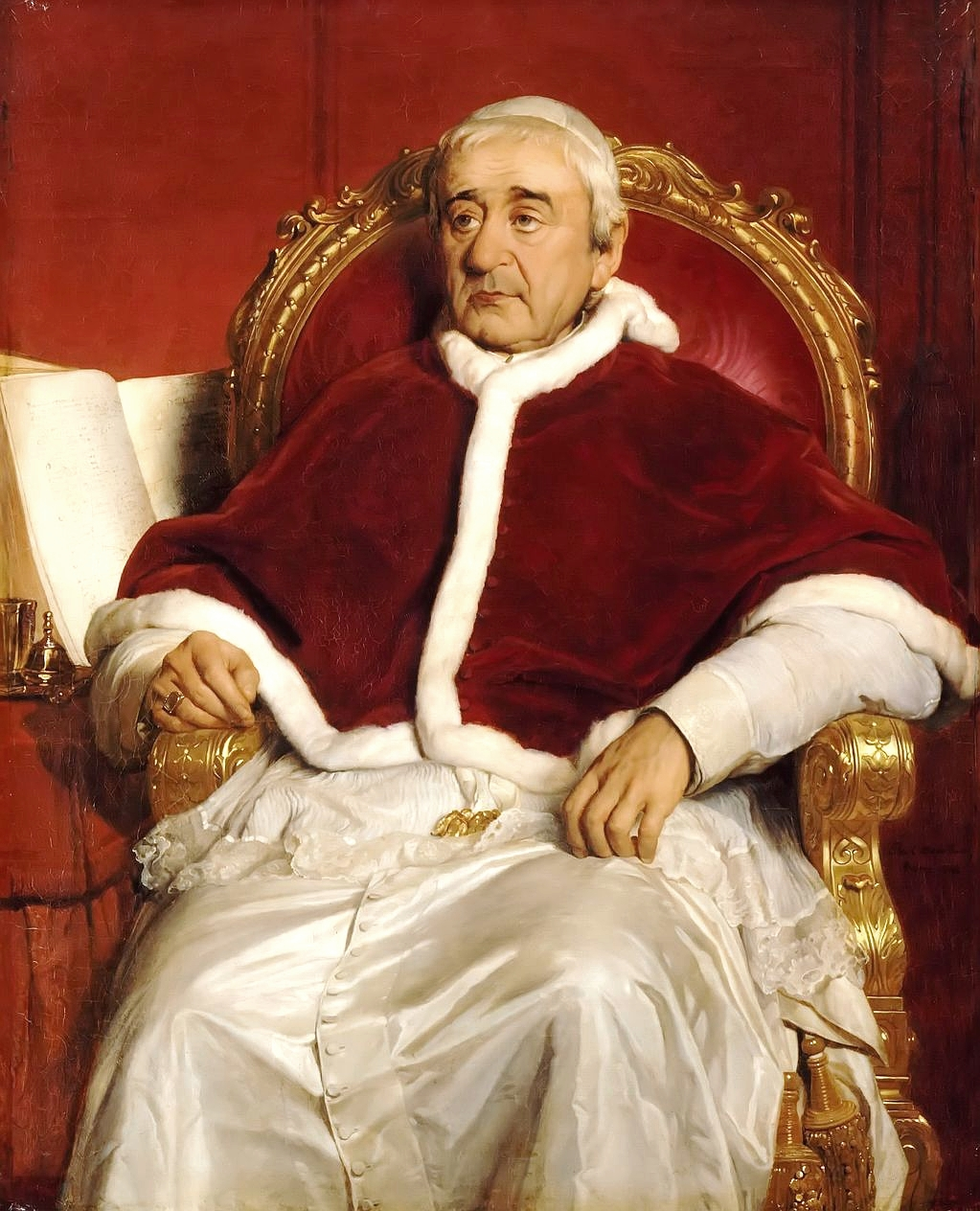
Le pape Grégoire XVI qui crée Bernet cardinal en 1846.

Il devient archevêque d'Aix-en-Provence en 1835, succédant à Jacques Raillon, après la mort de celui-ci, survenue à Hyères le 13 février 1835. Avant l'épiscopat de Raillon, celui-ci avait exercé de hautes fonctions à Orléans qui lui avaient valu les critiques de Joseph Bernet, sans savoir que les deux hommes se retrouveraient successivement à la tête de l'épiscopat aixois. L'arrivée de Bernet coïncide avec une période de relative entente entre le clergé et le gouvernement et l'archevêque profite de la situation pour convoquer en octobre 1838 un synode auquel participent les évêques de Marseille, Ajaccio, Fréjus, Gap et Belley, à l'exception de Bienvenu de Miollis, archevêque de Digne, démissionnaire. Le but de ce synode est de demander au pape Grégoire XVI l'autorisation de modifier le nom de la « fête de la Conception de la sainte Vierge » en ajoutant l'adjectif latin immaculata au nom conceptione.
Pour les cinquante ans du sacerdoce de Joseph Bernet, Grégoire XVI le crée cardinal lors du consistoire du 19 janvier 1846. En février, il reçoit la barrette aux Tuileries, très affaibli par la maladie. À son retour à Aix-en-Provence, il est accueilli par une foule considérable et reçu aux portes de la ville par le conseil municipal, son maire Antoine Aude en tête. Le 1er juin 1846, Grégoire XVI meurt et deux semaines plus tard se tient à Rome un conclave qui élira Pie IX pour son successeur. Bernet ne peut s'y rendre en raison de son état de santé. Il meurt le 5 juillet 1846 dans son palais archiépiscopal, à 2 h de l'après-midi. Le lendemain de sa mort, son corps est embaumé selon la méthode Sucquet par trois médecins de la ville. Les deux jours qui suivent sont consacrés aux hommages rendus par la population qui se presse dans le palais pour voir une dernière fois le corps de son archevêque. Les funérailles ont lieu quatre jours après le décès. L'oraison funèbre qui l'accompagne au tombeau laisse entendre que des voix se font entendre après sa mort pour critiquer sa création comme cardinal qui lui aurait été accordée en raison de son « attitude très discrète […] au cours de la campagne pour la liberté de l'enseignement. »
Son testament permet le legs, soit de 5 000 francs aux pauvres de la ville, soit de 1 000 francs à chacune des cinq paroisses d'Aix, ainsi que 5 000 francs à partager en parts égales entre la cuisinière de l'archevêque et sa lingère. De plus, Joseph Bernet lègue une somme représentant une année de gages à ses domestiques. Il cède en outre des ornements à la cathédrale Saint-Sauveur et au grand séminaire d'Aix.

## Succession apostolique
Joseph Bernet a ordonné les évêques suivants :
- Archevêque Marie-Dominique-Auguste Sibour (1840)

## Distinctions
- Commandeur de la Légion d'honneur (1er mars 1846)[1],[12].
- Anoblissement et règlement d'armoiries par lettres patentes du 4 aout 1827 en faveur de Joseph Bernet, évêque de La Rochelle (12 aout 1827) « d’azur à une tour d’argent portant un globe d’or surmonté d’une croix de même ».
- Cardinal et Comte romain Abt. 4919. — 18 mars—22 avril 1842. Ordonnance du Roi portant réception du Bref qui confère à M. Bernet, Archevêque d'Aix, les titres honorifiques d'évêque assistant au trône pontifical et de Comte romain.(B. 898, no 9932.)

## Armes
D'azur au globe d'or surmontée d'une croix du même issant d'une tour d'argent.